# Rue Nicolas-Roland
La rue Nicolas-Roland est une voie de la commune française  de Reims, située au sein du département de la Marne, en région Grand Est.

## Situation et accès
La rue Nicolas-Roland appartient administrativement au quartier centre-ville de Reims.
La voie est à double sens sur toute sa longueur.

## Origine du nom
Elle porte ce nom en hommage à Nicolas Roland fondateur d'école et bienheureux catholique.

## Historique
Elle fut baptisée en 1973 de ce nom.

## Bâtiments remarquables et lieux de mémoire
Le collège St-Remi.